# Крещенка (Бураєвський район)
Кре́щенка (рос. Крещенка, башк. Крещенка) — присілок у складі Бураєвського району Башкортостану, Росія. Входить до складу Вострецовської сільської ради.
Населення — 5 осіб (2010; 14 у 2002).
Національний склад:
- росіяни — 57 %
- башкири — 36 %